# Матіос Марія Василівна
Марія Василівна Матіо́с (нар. 19 грудня 1959, Розтоки, Путильський район, Чернівецька область) — українська письменниця та політична діячка. Переможниця численних літературних премій, зокрема Шевченківської премії з літератури (2005), Коронації слова (2007) та Книги року BBC (2008). Народна депутатка України VII (партія УДАР), VIII скликання (БПП).
Станом на 2011 рік видала 14 книг прози та 6 поетичних збірок. Серед головних праць Матіос збірка оповідань «Нація» (2001), роман у новелах «Майже ніколи не навпаки» (2007) та роман «Солодка Даруся». Має неофіційний титул «найпліднішої письменниці України». Входить до сотні найвпливовіших жінок України.

## Життєпис
Народилася 19 грудня 1959 року в селі Розтоки Чернівецька область в родині гуцулів. 
У 1982 р. закінчила філологічний факультет Чернівецького державного університету, відділення української мови та літератури.
Працювала бібліотекаркою університетської бібліотеки. 8 років — на Чернівецькому машинобудівному заводі. 
З 1997 року мешкає в Києві, будучи почесною громадянкою Чернівців (рішення міськвиконкому від 23.09.2008 р. № 755/20).

## Політична діяльність
Працювала помічницею секретаря РНБО України. З 2003 року — заступниця голови Комітету з Національної премії України імені Тараса Шевченка.
2012 — № 2 у виборчому списку Політичної партії «УДАР», на виборах до Верховної Ради України. 2014 — № 7 у виборчому списку Блоку Петра Порошенка до Верховної Ради України. 
З 17 червня 2015 року працює головою підкомітету ВРУ з питань книговидання та книгорозповсюдження.
Була серед тих, хто домігся присвоєння Чернівецькому університету імені Юрія Федьковича.

## Родина
Неодружена (згідно з інформацією з декларації про доходи).
Син — Назарій (24.11.1983 — 10.10.2019).
Брат — Матіос Анатолій Васильович.

### Збірки віршів
- «З трави і листя» (1982)
- «Вогонь живиці» (1986)
- «Сад нетерпіння» (1994)
- «Десять дек морозної води» (1995)
- «На Миколая» (1996)
- «Жіночий аркан» (2001)
- «Жіночий аркан у саду нетерпіння» (2007)

### Проза
- «Нація» (2001)
- «Життя коротке» (2001)
- «Бульварний роман» (2003)
- «Фуршет» від Марії Матіос" (2003)
- «Солодка Даруся» (2004)
- «Щоденник страченої» (2005)
- «Містер і місіс Ю в країні укрів» (2006)
- «Нація. Одкровення.» (2006)
- «Майже ніколи не навпаки» (2007)
- «Москалиця; Мама Мариця — дружина Христофора Колумба» (2008)
- «Кулінарні фіґлі» (2009)
- «Чотири пори життя» (2009)
- «Вирвані сторінки з автобіографії» (2010)
- «Армагедон уже відбувся» (2011)
- «Вибране» (2011)
- «Черевички Божої матері» (2013)
- «Приватний щоденник. Майдан. Війна…» (2015)
- «Букова земля» (2019)
- «Мами́» (2023)

### Переклади
- Роман «Солодка Даруся» вийшов окремими виданнями польською[11], російською[12], хорватською, німецькою[13], литовською, французькою[14], італійською мовами[15], англійською[16].
- Роман «Черевички Божої матері» перекладено російською[17] та німецькою[18].
- Роман «Майже ніколи не навпаки» вийшов окремим виданням англійською мовою, англ. Hardly ever otherwise в Австралії (Bayda Books, 2010)[19], згодом цей переклад передруковано у Сполученому Королівстві (Glagoslav Publications, 2012)[20]
- Повісті «Москалиця» та «Мама Маріца» вийшли англійською мовою, англ. The Russky Woman; Mother Marica, the Wife of Chrystofor Columbus, в Австралії (Bayda books, 2011)[21], Апокаліпсис, англ. Apocalypse (Bayda books, 2011)[22].
- Збірка «Нація» перекладена польською[23], російською мовами[24].
- Новела «Апокаліпсис» перекладена івритом, німецькою, французькою, російською, азербайджанською, вірменською мовами. Новела вийшла окремим виданням англійською мовою в Австралії (Bayda books, 2011).

- 2007 року в російському видавництві «Братонеж» вийшли об'єднані під однією обкладинкою переклади «Нації» та «Солодкої Дарусі». Ця книжка має назву «Нация», перекладена О. Мариничевою та С. Соложенкіною.
- Уривки з окремих творів перекладено румунською, французькою, німецькою, чеською мовами.

## Нагороди та відзнаки
- Лауреатка Національної премії України імені Тараса Шевченка (2005)[25] за роман «Солодка Даруся». Автором подання на Національну премію України імені Тараса Шевченка був Павло Загребельний.
- Заслужена працівниця культури України (2008).
- Лауреатка літературної премії «Благовіст» та премії ім. Володимира Бабляка (в галузі публіцистики).
- Переможниця конкурсу «Книжка року 2004» за роман «Солодка Даруся».
- Переможниця конкурсу «Книжка року 2007» за роман «Майже ніколи не навпаки».
- Переможниця конкурсу «Книга року 2008» за роман «Москалиця. Мама Маріца».
- Переможниця конкурсу «Книжка року 2019» за роман «Букова земля».
- Гран-прі конкурсу «Коронація слова» за роман «Майже ніколи не навпаки» (2007).
- Почесна громадянка міста Чернівців (2008).
- 2009 р. на V Київському міжнародному книжковому ярмарку книга «Москалиця» отримала диплом першого ступеня в номінації «Бестселер».
- 2013 р. «Українсько-японська дружба і співробітництво». Церемонія вручення відбулася 22 березня 2013 р. Відзнаку вручив Йошіхіко Окабе — доцент Кобе Гакуін Університету.
- Орден княгині Ольги III ст. (22 січня 2015) — за значний особистий внесок у державне будівництво, соціально-економічний, науково-технічний, культурно-освітній розвиток Української держави, багаторічну сумлінну працю та високий професіоналізм[26]

## Театральні постановки

Презентація книги «Солодка Даруся» в Донецьку. 2010 рік.

Вистави «Солодка Даруся», «Нація», «Майже ніколи не навпаки» у постановці Івано-Франківського академічного обласного музично-драматичного театру імені Івана Франка (режисер Держипільський Ростислав Любомирович).
Вистава «Не плачте за мною ніколи», яка є спільним проєктом Національного академічного драматичного театру імені Івана Франка і Херсонського обласного академічного музично-драматичного театру ім. М. Куліша (режисер Сергій Павлюк).
Вистава «Москалиця» Київського національного академічного театру оперети (режисер Влада Бєлозоренко).
Вистава «Słodka» Зеленогурського культурного центру (Польща) зібрала кілька гран-прі на фестивалях (режисер Малгожата Пашкєр-Войцешонек).

## Екранізації

### Фільм «Солодка Даруся»
16 березня 2015 року у Києві у кінотеатрі «Київ» відбулася офіційна презентація кінопроєкту «Солодка Даруся». Екранізація роману стала результатом спільної роботи Марії Матіос та кінорежисера Олександра Денисенка. Робота над кінопроєктом відбувається під патронатом Президента України Петра Порошенка та за підтримки польського режисера Анджей Вайди, мера Києва Віталія Кличка.

## Критика
Критика її називає як не «чортиком, що вискочив із табакерки», то грант-дамою української літератури.
- Письменниця Марія Матіос романом «Солодка Даруся» сміливо і рішуче відкинула правила політичної обережності й суспільних табу — і на свій страх і ризик здійснила жорстоку мандрівку в наше криваве, й не менш жорстоке історичне пекло, в безодню, куди лячно зазирати.(Павло Загребельний)
- Ця річ уже сьогодні належить до видатних непроминальних творів. (про «Солодку Дарусю») (Дмитро Павличко)
- Це книга Метафора для всеукраїнської новітньої історії (про «Солодку Дарусю») («Львівська Газета»)
- Спроба батога для нації — ось чим є книги Марії Матіос. Її книги … — це удар і виклик. («Голос України»)